# هربرت ویلیامز
هربرت ویلیامز (انگلیسی: Herbert Williams; ۲۴ ژوئیهٔ ۱۹۰۸ – ۱۰ ژانویهٔ ۱۹۹۰) قایقران قایق بادبانی اهل ایالات متحده آمریکا بود.